# Pachycondyla piliventris
Pachycondyla piliventris är en myrart som beskrevs av Smith 1858. Pachycondyla piliventris ingår i släktet Pachycondyla och familjen myror.

## Underarter
Arten delas in i följande underarter:
- P. p. intermedia
- P. p. piliventris
- P. p. regularis